# Communauté de communes Val-de-Gâtine
Pour les articles homonymes, voir Gâtine.
La communauté de communes Val-de-Gâtine, est une communauté de communes française située dans le département des Deux-Sèvres et la région de Nouvelle-Aquitaine.

## Historique
Créée le 1er janvier 2017, elle résulte de la fusion de la communauté de communes du Pays-Sud-Gâtine, de celle de Gâtine-Autize et de celle du Val-d’Égray.
Le 1er janvier 2019, Le Beugnon et La Chapelle-Thireuil fusionnent pour constituer la commune nouvelle de Beugnon-Thireuil. Les communes de Saint-Pardoux et Soutiers fusionnent pour constituer la commune nouvelle de Saint-Pardoux-Soutiers.

## Territoire communautaire

### Géographie
Située au centre-ouest  du département des Deux-Sèvres, la communauté de communes Val de Gâtine regroupe 31 communes et présente une superficie de 553,2 km2.

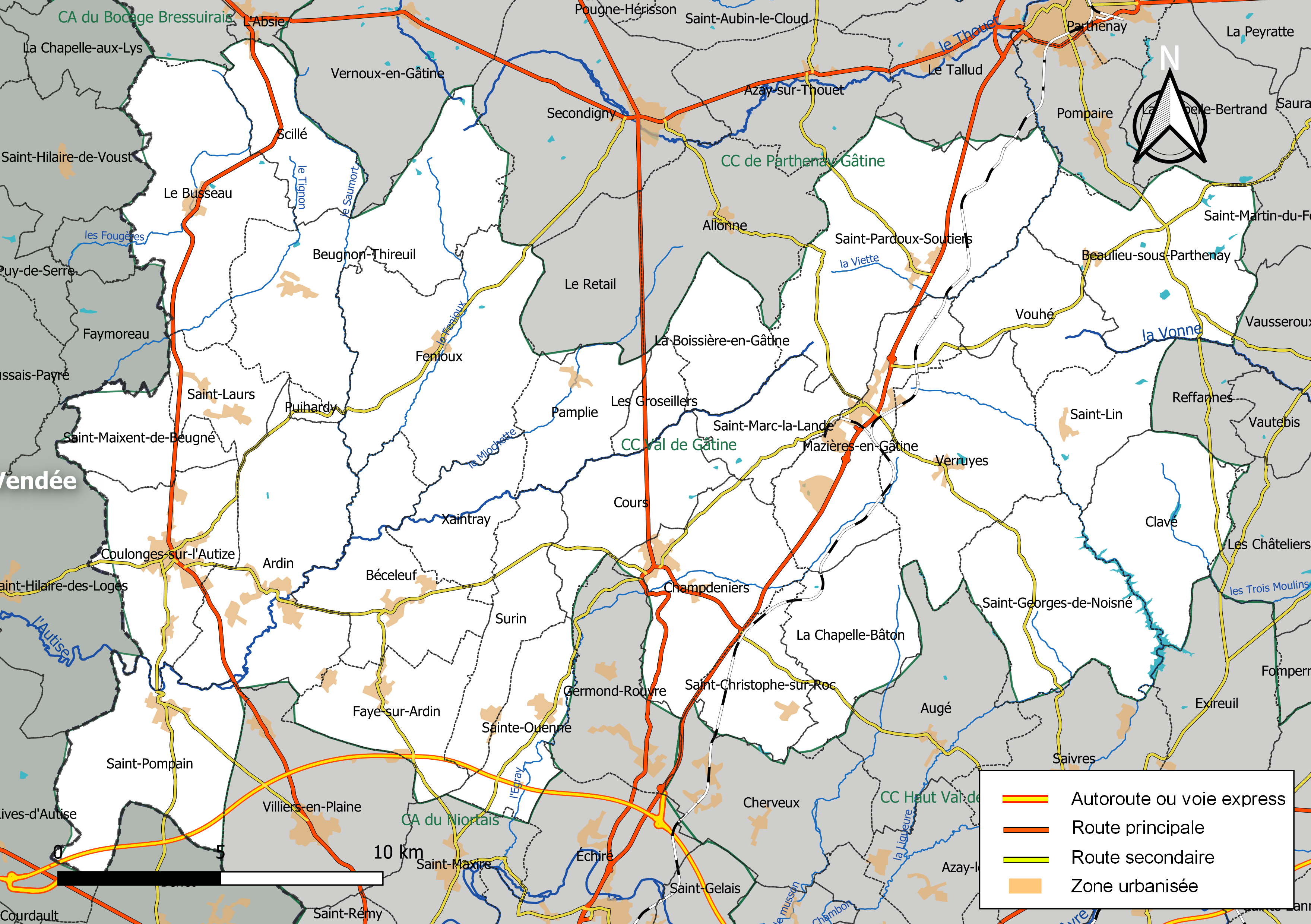
Carte de la communauté de communes Val de Gâtine au 1er janvier 2019.

### Composition
La communauté de communes est composée des 31 communes suivantes :

| Nom                      | Code Insee | Gentilé         | Superficie (km2) | Population (dernière pop. légale) | Densité (hab./km2) |
| ------------------------ | ---------- | --------------- | ---------------- | --------------------------------- | ------------------ |
| Champdeniers (siège)     | 79066      | Campidénariens  | 21,81            | 1 791 (2022)                      | 82                 |
| Ardin                    | 79012      | Ardinois        | 29,59            | 1 249 (2022)                      | 42                 |
| Beaulieu-sous-Parthenay  | 79029      | Béllilocéens    | 26,72            | 676 (2022)                        | 25                 |
| Béceleuf                 | 79032      | Béceleusiens    | 19,04            | 760 (2022)                        | 40                 |
| Beugnon-Thireuil         | 79077      |                 | 33,42            | 736 (2022)                        | 22                 |
| La Boissière-en-Gâtine   | 79040      | Buxériens       | 10,98            | 226 (2022)                        | 21                 |
| Le Busseau               | 79059      |                 | 27,65            | 734 (2022)                        | 27                 |
| La Chapelle-Bâton        | 79070      | Chapellois      | 16,93            | 415 (2022)                        | 25                 |
| Clavé                    | 79092      | Clavéens        | 19,53            | 352 (2022)                        | 18                 |
| Coulonges-sur-l'Autize   | 79101      | Coulongeois     | 18,87            | 2 341 (2022)                      | 124                |
| Cours                    | 79104      | Coursois        | 14,92            | 544 (2022)                        | 36                 |
| Faye-sur-Ardin           | 79117      | Fayais          | 15,03            | 658 (2022)                        | 44                 |
| Fenioux                  | 79119      | Feniousiens     | 33,65            | 643 (2022)                        | 19                 |
| Les Groseillers          | 79139      | Grusellois      | 4,46             | 54 (2022)                         | 12                 |
| Mazières-en-Gâtine       | 79172      | Maziérois       | 19,06            | 1 028 (2022)                      | 54                 |
| Pamplie                  | 79200      | Pampliens       | 12,29            | 256 (2022)                        | 21                 |
| Puihardy                 | 79223      | Pudiens         | 1,18             | 63 (2022)                         | 53                 |
| Saint-Christophe-sur-Roc | 79241      |                 | 10,96            | 566 (2022)                        | 52                 |
| Saint-Georges-de-Noisné  | 79253      | Nénéens         | 24,64            | 685 (2022)                        | 28                 |
| Saint-Laurs              | 79263      | Saint-Laurins   | 8,14             | 614 (2022)                        | 75                 |
| Saint-Lin                | 79267      | Saint-Linois    | 11,21            | 305 (2022)                        | 27                 |
| Saint-Maixent-de-Beugné  | 79269      | Beugnésiens     | 11,02            | 418 (2022)                        | 38                 |
| Saint-Marc-la-Lande      | 79271      | Marco-Landais   | 10,22            | 366 (2022)                        | 36                 |
| Saint-Pardoux-Soutiers   | 79285      |                 | 39,67            | 1 872 (2022)                      | 47                 |
| Saint-Pompain            | 79290      | Pompinois       | 24,28            | 954 (2022)                        | 39                 |
| Sainte-Ouenne            | 79284      | Sainte-Ouennais | 11,58            | 772 (2022)                        | 67                 |
| Scillé                   | 79309      | Scilléens       | 11,43            | 359 (2022)                        | 31                 |
| Surin                    | 79320      | Surinois        | 13,61            | 649 (2022)                        | 48                 |
| Verruyes                 | 79345      | Verruyquois     | 26,24            | 895 (2022)                        | 34                 |
| Vouhé                    | 79354      | Vouillois       | 13,95            | 351 (2022)                        | 25                 |
| Xaintray                 | 79357      | Cintériens      | 11,15            | 238 (2022)                        | 21                 |

## Administration

### Siège
Le siège de la communauté de communes est situé à Champdeniers.

### Élus
La communauté de communes est administrée par son conseil communautaire constitué en 2020 de 46 conseillers communautaires (et 23 suppléants), qui sont des conseillers municipaux représentant chacune des communes membres.
À la suite des élections municipales de 2020 dans les Deux-Sèvres, le conseil communautaire du 16 juillet 2020 a réélu son président, Jean-Pierre Rimbeau, maire d'Ardin, ainsi que ses 8 vice-présidents. À cette date, la liste des vice-présidents est la suivante :
|     | Attributions                                       | Identité            | Qualité                                    |
| --- | -------------------------------------------------- | ------------------- | ------------------------------------------ |
| 1re | Économie                                           | Francine Chausseray | Maire de Beaulieu-sous-Parthenay           |
| 2e  | Enfance, jeunesse et musique                       | Danielle Taverneau  | Maire de Coulonges-sur-l'Autize            |
| 3e  | Ressources humaines et gestion du personnel        | Pascal Olivier      | Maire de Saint-Marc-la-Lande               |
| 4e  | Aide à la personne                                 | Jacques Fradin      | Maire de Mazières-en-Gâtine                |
| 5e  | Gestion collecte des déchets et SICTOM             | Corine Micou        | Maire de Faye-sur-Ardin                    |
| 6e  | Voirie et patrimoine bâti                          | Philippe Jeannot    | Maire de Surin                             |
| 7e  | Transition écologique et aménagement du territoire | Yves Attou          | Maire de Saint-Christophe-sur-Roc          |
| 8e  | Communication et tourisme                          | Magalie Sauze       | Deuxième adjointe au maire de Champdeniers |

Ensemble, ils forment le bureau communautaire pour la période 2020-2026.

### Présidence
| Période         | Période  | Identité            | Étiquette | Qualité                     |
| --------------- | -------- | ------------------- | --------- | --------------------------- |
| 10 janvier 2017 | En cours | Jean-Pierre Rimbeau |           | Maire d’Ardin (depuis 2008) |